# La Garita, Tamaulipas
La Garita är en ort i Mexiko.   Den ligger i kommunen San Carlos och delstaten Tamaulipas, i den centrala delen av landet, 500 km norr om huvudstaden Mexico City. La Garita ligger 270 meter över havet och antalet invånare är 124.
Terrängen runt La Garita är lite kuperad. Runt La Garita är det mycket glesbefolkat, med 4 invånare per kvadratkilometer. Det finns inga andra samhällen i närheten. I omgivningarna runt La Garita växer huvudsakligen savannskog.